# Biskopsdömet Kurland
Biskopsdömet Kurland var ett furstbiskopsdöme i västra Livland som existerade från omkring 1234 till 1583. Det var det minsta av furstbiskopsdömena i Livland.

## Historia

### Kristnandet av Kurland
Kurland befolkades under förkristen tid av kurerna, som hade omfattande handelsförbindelser med folken kring Östersjön. Hertigen av västra Kurland, Lamekinas, ingick 1230 ett avtal med påven Gregorius IX:s sändebud Balduin av Alna, om att konvertera sitt furstendöme till kristendomen och erhålla samma rättigheter som gutarna. Engelbert av Kurland blev den förste biskopen 1234.

### Furstbiskopsdömet Kurland
Efter att norra Kurland erövrats av Tyska orden delade den påvlige legaten Vilhelm av Sabina 1253 Kurlands territorium i tre delar mellan Tyska orden, biskopen av Kurland respektive domkapitlet. Från 1255 låg Kurland som stift i andligt avseende under Rigas kyrkoprovins, medan biskopen regerade sin del av territoriet som furstendöme. Genom förlusten i slaget vid Durbe 1260 tvingades biskopsdömet och Tyska orden steg för steg retirera från flera av sina tidigare erövringar i Livland. Biskop Henrik av Lützelburg tvingades 1263 i exil och först 1290 kunde hans efterträdare Edmund av Werth återupprätta biskopsdömet på det ursprungliga territoriet, efter att revolterna i Kurland och Semgallen slagits ned av orden. Samma år inrättades ett domkapitel av Edmund av Werth; dess medlemmar valdes bland Tyska ordens andliga bröder vilket gav orden inflytande även över denna del.
Biskopsdömets territorium omfattade tre geografiskt skilda områden i Kurland, som med undantag för småstäderna Hasenpoth (Aizpute) och Pilten (Piltene) var lantliga. Domkapitlet residerade från 1300-talet i Hasenpoth, medan biskopen hade sitt residens på biskopsborgen i Pilten. Från senast 1341 ingick även den lilla ön Runö (idag del av Estland) i biskopsdömet.

### Biskopsdömets fortsatta historia efter reformationen
Under det livländska kriget upplöstes den livländska konfederationen under Tyska orden och biskopen Johan IV kom mellan 1555 och 1560 att sekularisera biskopsdömet och införa den lutherska reformationen, för att därefter sälja Kurland och biskopsdömet Ösel-Wiek till den danske kungen Fredrik II. Han utnämnde i sin tur sin bror Magnus till furstbiskop, som ersättning för att Magnus avsagt sig hertigdömena Slesvig och Holstein. 
Magnus erkände senare den ryske tsaren, Ivan IV "den förskräcklige", som länsherre, som i sin tur erkände Magnus som titulär kung av Livland; i praktiken var området fortfarande omstritt och Magnus erhöll aldrig kontroll över hela sitt territorium. Magnus hamnade på grund av diplomatiskt dubbelspel med Polen i onåd hos tsaren. Han levde sina sista år i fattigdom och avled 1583. År 1585 avsade sig Danmark slutligen alla anspråk på furstbiskopsdömet och erkände Polen-Litauens överhöghet, mot en ersättning av 30 000 daler. 
Till följd av penningbrist kom Piltens län att från 1609 pantsättas till hertigdömet Preussen. År 1611 blev denna rest av biskopsdömet åter del av hertigdömet Livland och gick från 1617 under beteckningen biskopsdömet Pilten. År 1656 köpte hertigen av Kurland länet, som dock kom att behålla en juridisk särställning. Från 1717 blev området åter del av Polen-Litauen som del av vojvodskapet Livland, innan hela Kurland från 1795 slutligen blev ryskt territorium.